# Liêu Dương (huyện)
Liêu Dương (chữ Hán giản thể: 辽阳县, âm Hán Việt: Liêu Dương huyện) là một huyện của địa cấp thị Liêu Dương, tỉnh Liêu Ninh, Cộng hòa Nhân dân Trung Hoa. Huyện Liêu Dương có diện tích 2853 km², dân số 600.000 người. Mã số bưu chính của Liêu Dương là 111200, huyện lỵ đóng ở phố Nhân dân, trấn Thủ Sơn. Huyện Liêu Dương được chia ra thành 14 trấn, 1 hương và 2 hương dân tộc.
- Trấn: Thủ Sơn, Mục Gia, Lan Gia, Liễu Hào, Tiểu Truân, Sa Lĩnh, Bát Hội, Đường Mã Trại, Hàn Lĩnh, Hà Lan, Tiểu Bắc Hà, Lưu Nhị Bảo, Hoàng Nê Oa, Long Xương.
- Hương: Hạ Đạt Hà.
- Hương dân tộc Mãn Điềm Thủy và hương dân tộc Mãn Cát Động Dục.